# Гора Варшавка
Гора́ Варша́вка — ботанічна пам'ятка природи місцевого значення у Черкаському районі Черкаської області.

## Історія
Створено рішенням Черкаської обласної ради від 17.11.2023 № 21-43/VІIІ.

## Опис
Пам'ятка природи розташована біля с. Пилява Черкаського району Черкаської області.
Під охороною перебуває ділянка степової рослинності, де зростають великі популяції двох видів рослин, занесених до Червоної книги України — астрагалу шерстистоквіткового та ковили волосистої.